# Пам'ятки археології Краснокутського району
У Краснокутському районі Харківської області на обліку перебуває 45 пам'яток археології.
| № з/п | Охоронний №    | Місцезнаходження об'єкту | Назва об'єкту | Дослідник, рік обстеження | Розміри                           | Кат         | Рішення Харківського ОВК, накази УКіТ                | Охоронна зона: розміри, Рішення Харківського ОВК, накази УКіТ     |
| ----- | -------------- | --- | --- | --- | --------------------------------- | ----------- | ---------------------------------------------------- | ----------------------------------------------------------------- |
| 1.    | 2570           | смт. Краснокутськ | Поселення скіфське.VII-III ст.до н.е. | Моруженко А.А., д.і.н. 1974р. | Площа не встановлена              | Місцева     | № 975 від 18.09.97р.                                 |                                                                   |
| 2.    | 2326           | с. Березівка Рябоконівської с/р | Кургани. 3.III тис. до н.е. – I тис. н.е. | Куропатов Г.В. археол. 1984р. | Вис. 0,5-1,6 м                    | -<<-        | № 161 від 18.04.88р.                                 | 10м. Наказ УКіТ №19 від 17.02.2005р.                              |
| 3.    | 2571           | с. Городнє Козіївської с/р | Селище давньоруське X-XIII ст. н.е. | Моруженко А.А., д.і.н. 1974р. | Площа не встановлена              | -<<-        | № 975 від 18.09.97р.                                 |                                                                   |
| 4.    | 1083(200027-Н) | с. Городнє Козіївської с/р, на південній околиці села | Городище “Замок” скіфського часу. давньоруське .VI-III ст. до н.е., X-XIII ст. н.е.                                                                               | Фукс М., археол. 20-ті рр. XX ст., Шрамко Б.А., д.і.н., 1960р., Моруженко А.А., д.і.н. 1969р., 1973р., 1978р. Бородулін В.Г., археол. 1971р.Колода В.В., к.і.н., 2002р. | Площа головного двору 54000 м кв. | Національна | № 61 від 25.01.72р.;Постанова КМУ № 928 від 03.09.09 | 50 м. № 33 від 23.01.84р.                                         |
| 5.    | 1084           | с. Городнє Козіївської с/р, 3 км на північний схід від села | “Старе городище” скіфського часу VI-III ст. до н.е. | Фукс М., археол. 20-ті рр. XX ст., Шрамко Б.А., д.і.н., 1960р., Моруженко А.А., д.і.н., 1969р.                                                                          | Площа головного двору 54000 м²    | Місцева     | -<<-                                                 | 50 м. № 33 від 23.01.84р.                                         |
| 6.    | 1085           | с.Городнє Козіївської с/р, на південній околиці села | “Петрів курган” | Шрамко Б.А., д.і.н., 1960р., Бородулін В.Г., археол., 1971р. | Вис. 6,0 м                        | -<<-        | -<<-                                                 | 50 м. № 33 від 23.01.84р.                                         |
| 7.    | 2256           | с. Гринів Яр Рябоконівської с/р | Кургани. 8.III тис. до н.е. – I тис. н.е. | Шрамко Б.А., д.і.н., Міхеєв В.К., д.і.н., Грубник-Буйнова Л.П. археол. 1977р.,                                                                                          | Вис. 0,5-1,8 м                    | -<<-        | № 183 від 20.04.87р.                                 | 10м. Наказ УКіТ №19 від 17.02.2005р.(встановлена на 2 кургани)    |
| 8.    | 2572           | с. Зубівка Рябоконівської с/р | Поселення II тис до н.е., IV-III ст. до н. е. | Бойко Ю.Н., к.і.н., 1981р., Берестнев С.І., к.і.н. 1982р. | Площа не встановлена              | -<<-        | № 975 від 18.09.97р.                                 |                                                                   |
| 9.    | 2257           | с. Китченківка Китченківської с/р | Кургани. 23.III тис. до н.е. – I тис. н.е. | Багалій Д.І., історик. 1905р. | Вис. 0,2-2,0 м                    | -<<-        | № 183 від 20.04.87р.                                 | 10м. Наказ УКіТ №19 від 17.02.2005р. (встановлена на 14 курганів) |
| 10.   | 2327           | с. Козіївка Козіївської с/р | Кургани. 4.III тис. до н.е. – I тис. н.е. | Шрамко Б.А., д.і.н., Міхеєв В.К., д.і.н., Грубник-Буйнова Л.П. археол. 1977р.                                                                                           | Вис. 0,3-0,9 м                    | -<<-        | № 161 від 18.04.88р.                                 | 10м. Наказ УКіТ №19 від 17.02.2005р.                              |
| 11.   | 2328           | с. Колонтаїв Колонтаївської с/р | Кургани. 36.III тис. до н.е. – I тис. н.е. | Куропатов Г.В. археол. 1984р. | Вис. 0,3-7,0 м                    | -<<-        | -<<-                                                 | 10м. Наказ УКіТ №19 від 17.02.2005р.                              |
| 12.   | 2573           | -<<- | Поселення двошарове: доби бронзи та скіфського часу. II тис. до н. е. VII-III ст. до н. е.                                                                        | Шрамко Б.А., д.і.н., 1973р., Моруженко А.А., д.і.н., 1974р. | Площа не встановлена              | -<<-        | № 975 від 18.09.97р.                                 |                                                                   |
| 13.   | 2574           | с. Комарівка Рябоконівської с/р | Поселення. 2. Двошарові: доби бронзи та скіфського часу. III - II тис. до н. е. VII-III ст. до н. е.                                                              | Бойко Ю.М., к.і.н. 1981р. | Площа 1000 м кв.;70х65 м          | -<<-        | -<<-                                                 |                                                                   |
| 14.   | 2258           | с. Костянтинівка Костянтинівської с/р | Кургани. 10.III тис. до н.е. – I тис. н.е. | Шрамко Б.А., д.і.н., Міхеєв В.К., д.і.н., Грубник-Буйнова Л.П. археол. 1977р.,                                                                                          | Вис. 0,2-0,7 м                    | -<<-        | № 183 від 20.04.87р.                                 |                                                                   |
| 15.   | 2329           | с. Котелівка Колонтаївської с/р | Кургани. 12.III тис. до н.е. – I тис. н.е. | Бойко Ю.М., к.і.н. 1984р. | Вис. 0,5-1,3 м                    | -<<-        | № 161 від 18.04.88р.                                 | 10м. Наказ УКіТ №19 від 17.02.2005р.                              |
| 16.   | 2259           | с. Любівка Любівської с/р | Кургани. 13.III тис. до н.е. – I тис. н.е. | Шрамко Б.А., д.і.н., Міхеєв В.К., д.і.н., Грубник-Буйнова Л.П. археол. 1977р.                                                                                           | Вис. 0,5-3,0 м                    | -<<-        | № 183 від 20.04.87р.                                 |                                                                   |
| 17.   | 2577           | -<<- | Поселення багатошарове: неолітичне, доби бронзи та скіфське “Любівка”V-IV тис. до н. е.II тис. до н. е.V-III ст. до н. е.                                         | Шрамко Б.А., д.і.н. 1973-1974рр. | Площа 300,0 м кв.                 | -<<-        | № 975 від 18.09.97р.                                 |                                                                   |
| 18.   | 2575           | -<<- | Поселення бондарихинське “Лугове-1”.XII-VIII ст. до н. е. | Шрамко Б.А., д.і.н., 1973р. | Площа 2,5 га                      | -<<-        | -<<-                                                 |                                                                   |
| 19.   | 2576           | -<<- | Поселення доби бронзи “Лугове-2”. II тис. до н. е. | Бойко Ю.М., к.і.н. 1981р. | Площа 3000 м кв.                  | -<<-        | -<<-                                                 |                                                                   |
| 20.   | 2330           | с. Мирне Мурафської с/р | Кургани. 5.III тис. до н.е. – I тис. н.е. | Куропатов Г.В. археол. 1989р. | Вис. 0,5-1,7 м                    | -<<-        | № 161 від 18.04.88р.                                 | 10м. Наказ УКіТ №19 від 17.02.2005р.                              |
| 21.   | 1086           | с. Мурафа Мурафської с/р, 900 м від МТФ | Курган.III тис. до н.е. – I тис. н.е. | Бородулін В.Г., археол., 1971р. | Вис. 1,1 м                        | -<<-        | № 61 від 25.01.72р.                                  | 50 м. № 33 від 23.01.84р.                                         |
| 22.   | 1087           | с. Мурафа Мурафської с/р, в 3-х км на південний схід від МТФ | Курган III тис. до н.е. – I тис. н.е. | Бородулін В.Г., археол. 1971р. | Вис. 3,0 м                        | -<<-        | -<<-                                                 | 50 м. № 33 від 23.01.84р.                                         |
| 23.   | 2580           | с. Павлюківка Качалівської с/р | Ґрунтовий могильник.III-IV ст. н.е. | Шрамко Б.А., д.і.н., 1973-1975рр. | Площа 240 м кв.                   | -<<-        | № 975 від 18.09.97р.                                 |                                                                   |
| 24.   | 2331           | с. Пархомівка Пархомівської с/р | Кургани. 14.III тис. до н.е. – I тис. н.е. | Шрамко Б.А., д.і.н., Міхеєв В.К., д.і.н., Грубник-Буйнова Л.П. археол. 1977р.,                                                                                          | Вис. 0,4-2,2 м                    | -<<-        | № 161 від 18.04.88р.                                 | 10м. Наказ УКіТ №19 від 17.02.2005р.                              |
| 25.   | 2579           | с. Петрівське Качалівської с/р | Поселення багатошарове: неолітичне, доби бронзи, скіфське та черняхівське “Петрівське-1”. V-IV тис. до н.е., II тис. до н.е., VII-III ст. до н.е., II-IV ст. н.е. | Шрамко Б.А., д.і.н., 1973р., | Площа 60х96 м                     | -<<-        | № 975 від 18.09.97р.                                 |                                                                   |
| 26.   | 2578           | -<<- | Поселення двошарове: бондарихинське та черняхівське “Березовий гай”. XII-VIII ст. до н.е. II-IV ст. н.е.                                                          | Шрамко Б.А., д.і.н., 1973р., | Площа не встановлена              | -<<-        | -<<-                                                 |                                                                   |
| 27.   | 2333           | с. Піонерське Пархомівської с/р | Кургани. 4.III тис. до н.е. – I тис. н.е. | Бойко Ю.М., к.і.н. 1984р. | Вис. 0,3-1,9 м                    | -<<-        | № 161 від 18.04.88р.                                 | 10м. Наказ УКіТ №19 від 17.02.2005р.                              |
| 28.   | 2335           | с. Прокопенкове Козіївської с/р | Кургани. 3.III тис. до н.е. – I тис. н.е. | Бойко Ю.М., к.і.н. 1984р. | Вис. 0,3-0,6 м                    | -<<-        | -<<-                                                 | 10м. Наказ УКіТ №19 від 17.02.2005р.                              |
| 29.   | 2336           | с. Слобідка Рябоконівської с/р | Кургани. 7.III тис. до н.е. – I тис. н.е. | Шрамко Б.А., д.і.н., Міхеєв В.К., д.і.н., Грубник-Буйнова Л.П., археол. 1977р.                                                                                          | Вис. 0,3-1,8 м                    | -<<-        | -<<-                                                 | 10м. Наказ УКіТ №19 від 17.02.2005р.                              |
| 30.   |                | с. Бідило Олексіївської с/ради. 2 кургани, розташовані на захід та на південний захід від села                                                                         | Кургани | Ревенко В.І., зав. відділу охорони пам’яток ХІМ. 2002 р.III тис. до н.е. – I тис. н.е.                                                                                  | вис. 0,5-1,0 м                    | Об’єкт      | Наказ УКіТ №25 від 02.03.05р.                        |                                                                   |
| 31.   |                | с. Каплунівка Каплунівської с/ради. 3 кургани, розташовані на північ від околиці села                                                                                  | – << – | – << – | вис. 0,4-0,9 м                    | Об’єкт      | Наказ УКіТ №25 від 02.03.05р.                        |                                                                   |
| 32.   |                | с. Качалівка Качалівської с/ради. 4 кургани розташовані на південь від села за 0,3 - ,5 км                                                                             | – << – | – << – | вис. 0,5-1,5 м                    | Об’єкт      | Наказ УКіТ №25 від 02.03.05р.                        |                                                                   |
| 33.   |                | с-ще Ковалівське Костянтинівської с/ради. 17 курганів, розташовані на південний захід за 1,5 км та на південний схід за 2 км від селища                                | – << – | – << – | вис. 0,3-1,8 м                    | Об’єкт      | Наказ УКіТ №25 від 02.03.05р.                        |                                                                   |
| 34.   |                | с. Мурафа Мурафської с/ради. 6 курганів розташовані на південній околиці села та на південний схід за 1,5 км                                                           | – << – | – << – | вис. 0,3-1,4 м                    | Об’єкт      | Наказ УКіТ №25 від 02.03.05р.                        |                                                                   |
| 35.   |                | с. Олексіївка Олексіївської с/ради. 2 кургани, розташовані на північний захід за 1 км                                                                                  | – << – | – << – | вис. 0,3-1,4 м                    | Об’єкт      | Наказ УКіТ №25 від 02.03.05р.                        |                                                                   |
| 36.   |                | с-ще Оленівське Мурафської с/ради. 1 курган, розташований на північ від селища за 1 км                                                                                 | Курган | – << – | вис. 1,5 м                        | Об’єкт      | Наказ УКіТ №25 від 02.03.05р.                        |                                                                   |
| 37.   |                | с. Олійники В’язівської с/ради. 5 курганів розташовані на північний схід від села                                                                                      | Кургани | – << – | вис. 0,2-2,5 м                    | Об’єкт      | Наказ УКіТ №25 від 02.03.05р.                        |                                                                   |
| 38.   |                | с. Рандава В’язівської с/ради. 3 кургани, розташовані на північ від села за 0,3 – 0,5 км                                                                               | – << – | – << – | вис. 0,5-1,7 м                    | Об’єкт      | Наказ УКіТ №25 від 02.03.05р.                        |                                                                   |
| 39.   |                | с. Степанівка Краснокутської с/ради. 1 курган, розташовані на захід від південної околиці села за 1,7 км                                                               | Курган | – << – | вис. 0,7 м                        | Об’єкт      | Наказ УКіТ №25 від 02.03.05р.                        |                                                                   |
| 40.   |                | с. Пархомівка Пархомівської с/ради. розташоване за 0,3 км на північ від північної околиці села                                                                         | Поселення Пархомівка - I Черняхівська культура. III – IV ст. | Колода В.В., к.і.н. 1987 р. | 120х150 м                         | Об’єкт      | Наказ УКіТ №25 від 02.03.05р.                        |                                                                   |
| 41.   |                | с. Пархомівка Пархомівської с/ради. розташоване за 0,7 км на північ від північної околиці села                                                                         | Поселення Пархомівка-II Скіфський час,черняхівська культура.VI – III ст. до н. е., III – IV ст.                                                                   | Колода В.В., к.і.н. 1987 р. | 400х200 м                         | Об’єкт      | Наказ УКіТ №25 від 02.03.05р.                        |                                                                   |
| 42.   |                | с. Пархомівка Пархомівської с/ради. розташоване за 3 км на північний схід від східної околиці села                                                                     | Поселення Пархомівка-III Зрубна к.і.с. VI – III ст. до н. е., XV – XIII ст. до н. е.                                                                              | Ревенко В.І., зав. відділу охорони пам’яток ХІМ, Бакуменко К.І., зав. сектору пам’яток ХІМ. 2002 р.                                                                     | 200Х150 м                         | Об’єкт      | Наказ УКіТ №25 від 02.03.05р.                        |                                                                   |
| 43.   |                | с. Пархомівка Пархомівської с/ради. розташоване за 1 км на північний схід від східної околиці села                                                                     | Поселення Пархомівка - IV Зрубна к.і.с. скіфський час. VI – III ст. до н. е., XV – XIII ст. до н. е.                                                              | – << – | 200х100 м                         | Об’єкт      | Наказ УКіТ №25 від 02.03.05р.                        |                                                                   |
| 44.   |                | с. Мурафа, Мурафська сільська рада, Краснокутський район. Поселення розташоване на дюнному підвищенні у заплаві лівого берега р. Мерчик на західній околиці с. Мурафа. | Поселення доби бронзи «Мурафа» | Пеляшенко К.Ю.2007р.ІІ тис. до н.е. - поч. І тис. до н.е. | 150×70 м                          | Об’єкт      | Наказ УКіТ №249 від 22.07.08р.                       |                                                                   |
| 45.   |                | смт Краснокутськ | Поселення | В.В. Дідик, науковий співробітник відділу пам’яток археології ОКЗ «ХНМЦОКС» у 2011 р.                                                                                   | 37га                              | Об’єкт      | Наказ УКіТ №463 від 19.12.11р.                       |                                                                   |
|       |                | | | |                                   |             |                                                      |                                                                   |

## Джерело
Лист Харківської Облдержадміністрації на запит ВМ УА від 28 березня 2012. Файли доступні на сайті конкурсу WLM.